# Bara björnar
Bara björnar (originaltitel: We Bare Bears) är en amerikansk animerad TV-serie, skapad av Daniel Chong för Cartoon Network. TV-serien hade premiär den 6 november 2014 med ett pilotavsnitt. Serien fick en hel säsong från 2015.
Serien följer de tre björnsyskonen Grizzly, Panda och Isbjörn vars engelska röster görs av Eric Edelstein, Bobby Moynihan och Demetri Martin.